# König Wilhelm II
Die König Wilhelm II wurde 1907 als Linien-Passagierschiff für die Hamburg-Amerikanische Packetfahrt-Actien-Gesellschaft (Hapag) gebaut und war das dritte von vieren eines Schiffstypes, der mit dem Bau der Cap Vilano begann. Sie war für den seit 1901 mit der Hamburg Süd gemeinsamen durchgeführten Liniendienst nach Südamerika gebaut worden. Beide Reedereien setzten je zwei Schiffe dieses Typs ein.
1917 in den USA beschlagnahmt blieb das Schiff bis zum Abbruch 1947 im Besitz des Verteidigungsministeriums.

## Geschichte
Die als einziges Schiff der Klasse bei der AG Vulcan in Stettin gebaute König Wilhelm II (9.410 BRT) besaß wie alle Südamerika-Liner der HAPAG ein großes Deckshaus, zwei Masten und einen Schornstein. Sie war etwas länger und mit 15,5 kn auch schneller als die König Friedrich August, das bei Blohm & Voss gebaute erste Schiff der Hapag dieses Typs. Benannt war das Schiff nach dem letzten württembergischen König Wilhelm II. (1848–1921)
Der Stapellauf der König Wilhelm II erfolgte am 23. März 1907 und am 30. Juli begann ihre Jungfernfahrt von Hamburg zu den La-Plata-Häfen. 1908 war sie ursprünglich für eine Spitzbergen-Kreuzfahrt vorgesehen, die dann aber mit der Kronprinzessin Cecilie durchgeführt wurde. Die König Wilhelm II kam gelegentlich auch auf anderen Linien zum Einsatz.
Im Frühjahr 1914 wurde sie dem Atlas-Dienst von New York nach Mittelamerika zugeteilt. Die HAPAG wollte damit deutlich machen, dass sie auch nach Verkauf ihrer Kühlschiffe Carl Schurz und Emil L. Boas weiterhin große Passagierkapazitäten Richtung Panama zur Verfügung stelle. Im August wurde die König Wilhelm II auf Grund des Ersten Weltkrieges in New York aufgelegt.

### In Diensten der USA
Am 4. April 1917 beschlagnahmte das US Shipping Board das Schiff und setzte es ab 27. September als Navy-Transporter Madawaska ein. Im September 1919 kam es zur United States Army. Das Schiff machte 17 Rundreisen über den Nordatlantik und brachte 12.000 Mann nach Frankreich und etwa 17.000 Soldaten wieder zurück in die Staaten.
Zu Beginn des Jahres 1920 evakuierte die Madawaska Teile der Tschechoslowakischen Legionen aus Wladiwostok und brachte die Tschechen nach Fiume, von wo sie in ihre Heimat zurückkehren konnten. Nach ihrer Rückkehr nach New York wurde die Madawaska aufgelegt.
Nach einer Überholung und Modernisierung der Antriebsanlage im Frühjahr 1922 wurde das Schiff am 3. Juni 1922 wurde das Schiff nach dem gleichnamigen ehemaligen Präsidenten in USAT U.S. Grant durch dessen Enkelin umbenannt und in Fahrt gebracht. Bis 1941 lief das mit einer Kühleinrichtung versehene Schiff nach festen Fahrplänen von San Francisco nach Honolulu, Guam, Manila, Qinhuangdao und Shanghai, aber auch zur Panamakanalzone und nach New York und transportiert Truppenablösungen, Ausrüstung, Vorräte und Passagiere.
Im Juni 1941 kam es zurück zur United States Navy als USS U.S. Grant (AP-29).
Bis 1944 blieb das Schiff im Pazifik und wurde hauptsächlich zwischen der U.S. Westküste und Alaska eingesetzt, aber auch für einige Reisen nach Hawaii. 1943 war das Schiff an der Rückeroberung der Inseln Attu und Kiska beteiligt. In der ersten Hälfte des Jahres 1945 verlegte die U.S. Grant in die Karibik. Im September 1945 machte das Schiff noch eine Reise  von San Francisco nach Okinawa und wurde dann im Januar 1946 der Army zurückgegeben. Diese ließ es in Seattle auflegen und 1947 abwracken.